# Безымянное (Алтайский край)
Безымянное — исчезнувшее село в Ключевском районе Алтайского края. Входило в состав Новополтавкого сельсовета. Упразднено в 1960-е г.

## География
Располагалось в 7 км к северо-востоку от села Красный Яр.

## История
Основано в 1908 г. В 1928 г. посёлок Безымянный состоял из 68 хозяйств, основное население — русские. Центр Безымянного сельсовета Ключевского района Славгородского округа Сибирского края.

## Население[1]
| год     | 1928 | 1939 | 1959 |
| ------- | ---- | ---- | ---- |
| человек | 364  | 359  | 11   |